# Liste der Naturdenkmale in Lörrach
| Naturdenkmale | Anzahl |
| ------------- | ------ |
| FND           | 0      |
| END           | 10     |
| Gesamt        | 10     |

Die Liste der Naturdenkmale in Lörrach nennt die verordneten Naturdenkmale (ND) der im baden-württembergischen Landkreis Lörrach liegenden Stadt Lörrach. In Lörrach gibt es insgesamt zehn als Naturdenkmal geschützte Objekte, keines ist ein flächenhaftes Naturdenkmal (FND), alle sind Einzelgebilde-Naturdenkmale (END).
Stand: 14. April 2022.

## Einzelgebilde (END)
| Name                                          | Bild | Kennung     | Einzelheiten                      | Position | Fläche Hektar | Datum         |
| --------------------------------------------- | ---- | ----------- | --------------------------------- | -------- | ------------- | ------------- |
| 1 Eiche Brombach Stadtwald                    | BW   | 83360500001 | Lörrach                           | ⊙        | 0,0           | 13. Juli 1987 |
| 1 Lärche Hauingen zweistämmig                 | BW   | 83360500009 | Lörrach                           | ⊙        | 0,0           | 13. Juli 1987 |
| 1 Mammutbaum Jung Allmend I/2                 | BW   | 83360500007 | Lörrach                           | ⊙        | 0,0           | 13. Juli 1987 |
| 1 Stieleiche Brombach Stadtwald (Große Eiche) | BW   | 83360500002 | Lörrach 2022 durch Brand zerstört | ⊙        | 0,0           | 13. Juli 1987 |
| 1 Traubeneiche Spitzackereiche Hauingen       | BW   | 83360500008 | Lörrach                           | ⊙        | 0,0           | 13. Juli 1987 |
| 3 Feldahorne Hauingen Spitzacker              | BW   | 83360500004 | Lörrach                           | ⊙        | 0,0           | 13. Juli 1987 |
| 45 Winterlinden Tüllingen                     | BW   | 83360500003 | Lörrach                           | ⊙        | 0,0           | 13. Juli 1987 |
| 2 Traubeneichen im Suhleckweg                 | BW   | 83360500011 | Lörrach                           | ⊙        | 0,0           | 10. Juli 2020 |
| 1 Sommer- und 1 Winterlinde im Juraweg        | BW   | 83360500010 | Lörrach                           | ⊙        | 0,0           | 10. Juli 2020 |
| 1 Platane im Hebelpark                        | BW   | 83360500012 | Lörrach                           | ⊙        | 0,0           | 14. Jan. 2022 |
| 1 Magnolie Weinbrennerstraße                  | BW   | 83360500013 | Lörrach                           | ⊙        | 0,0           | 14. Jan. 2022 |
| Legende für Naturdenkmal                      |      |             |                                   |          |               |               |